# Moleca 100 Vergonha
Moleca 100 Vergonha é uma banda brasileira de forró eletrônico, formada em 1999 na cidade de Araripina, Pernambuco.
Grande parte dos sucessos do grupo são na verdade versões de clássicos de rock e pop internacional. Dentre elas surgiu o seu maior sucesso, "Lábios Divididos", versão adaptada pelo cantor e compositor Dão Lopes da original "Lábios Compartidos", da banda Maná.

## História

### Fase inicial (1999-2007)
Criada na cidade de Araripina (PE) em 1997 pelos empresários Neto e Augusto, que já agenciavam nomes importantes desse segmento, como Limão com Mel, Noda de Cajú, Calcinha Preta, entre outros, Em 1999, foi gravado o primeiro CD do grupo, “A Caceteira do Forró - Volume 01”, que mesclou músicas inéditas com regravações e atingiu 400 mil cópias vendidas, contando com as vozes de Xandy Mello, Myr e Marilda Silva, Em 2001 a banda lança o seu segundo CD com sua nova formação (Xandy Mello, Myr e Fernanda Kapity) emplacando os sucessos "Você Marcou em Mim", "Amor e Poder", "Vai Passar" e "Olhar Voraz" nesse mesmo ano entrando Fabíola Paiva.
Apresentaram-se, com destaque, na festa de forró de Jeremoabo no Ceará, e a banda grava o seu terceiro(“ Quero Sentir O Prazer Ao Vivo - Volume 03)”, gravado ao vivo que vendeu mais de 100 mil cópias. logo depois Xandy e Fernanda deixam a banda pra montar a banda Fogo na Saia entrando Janaína Alves, Marcelo Mello e Nick Bryan. A banda foi escolhida como a revelação do forró em 2003. Nesse ano a banda lança seu quarto CD emplacando os sucessos "Fim da Linha", "Cara Metade" e "Difícil", apresentaram show na festa de São João, em Petrolina (PE), e na cidade de Palmas no Estado do Tocantins. 
Em 2004, lançaram seu quinto disco de carreira, “Explodindo de Tesão”, que apresentou a música “O Relógio”, de Marcelo Melo, uma das mais executadas no ano em estados como Bahia, Pernambuco, Ceará e Piauí. O disco ultrapassou 100 mil cópias vendidas. No mesmo ano, a banda se tornou recordista de público em shows de forró no Nordeste e fez uma apresentação na cidade de Francisco Santos (PI), apresentando sucessos como "Portas fechadas", "My love, my love" e "Maria gasolina". Esta última, de Pedro Joseph e Rony Brasil, foi sucesso com o grupo Arriba Saia.  No mesmo ano, apresentaram-se também em Manaus, em casas de shows, e em Recife, no "Circuito do Forró dos sertanejos", no Clube Internacional. Entre as apresentações desse ano está também o show no Maranhão Forró Fest 2004 também no mesmo a banda perde as vozes de Janaína Alves e Marcelo Mello assim entrando Danny Rodrigues.
Em 2005 a banda lança seu sexto CD que marca a entrada de Dão Lopes e nos vocais no CD a banda emplacou os sucessos "24 Horas", "Coisa de Cinema", "Você  Pra Mim" e "Não Dá Mais" com o sucesso do CD a banda grava o seu primeiro DVD ao vivo, na cidade de São Luís do Maranhão, com participação do artista Boi Pirilampo, quando se exibiram para mais 60 mil pessoas. Em 2006 Fabíola e Danny deixam a banda assim entrando Suênia Carvalho e Abda Chardina. Obtiveram êxito com músicas como "Prova de amor", de Marquinhos Maraial e Beto Caju, "Tão sozinha", de Silvio, "Não sou feliz mais", "Volta pra casa", ambas de Beto Caju, "Pra recomeçar", de Marquinhos Maraial e Beto Caju, "Esse amor não vai ter fim", e "Refaça meu coração".  
Em 2007, lançaram seu sétimo álbum de carreira, "Nosso amor é maior”, fazendo sucesso com músicas como “Nosso amor é maior”, de Íris, ”Cela do amor”, de Marcello Mello e Dão Lopes, ”Não dá mais”, de Íris/ e Roberto César, e “Coisa de fã”, de Gleibson Alves e Harison. Na sequência, a vocalista Suênia saiu da banda para lançar sua carreira solo e dedicar-se aos estudos, já que a mesma era adolescente na época.

### Repercussão nacional (2008-2010)
“Sempre Haverá Amor" o 8º CD da banda que conseguiu sucesso com as faixas “Lábios Divididos”, uma versão de Dão Lopes para a música “Lábios compartidos”, da banda mexicana Maná.  Com esse disco, a banda realizou alto número de shows na temporada, tendo ficado com uma das agendas mais concorridas entre artistas nordestinos em todo o Brasil.  
O sucesso “Lábios divididos” foi premiado como melhor música do ano, no programa “Sábado alegre”, exibido pela TV Diário.  Além dessa repercussão, o clipe da música alcançou mais de 2 milhões de acessos no Youtube youtube.  Na sequência, gravaram mais um DVD, ao vivo, na cidade de Fortaleza (CE). Com recorde de publico, o disco (CD e DVD) foi distribuído pela MD MUSIC bateu recorde de vendas da banda até então, ao vender mais de 800 mil cópias e o CD do DVD mais de 1 milhão de copias.  
Em 2010, lançaram o CD “Amor sem fronteiras", com destaque, além da faixa que deu título ao disco, “Tudo ou Nada (Single)”, de Zé Maria e Dão Lopes, para as músicas “A saída”, de Roberto César, “Cansei de aventuras”, de Zé Maria e Dão Lopes, e “Numa chama minha e sua", de Dão Lopes mais de todas, a repercussão nacional foi "Nada Se Compara A Ti" que ficou por mais de dois anos no TOP 10 das rádios de forró do pais, e até hoje é a musica mais pedida entre os fãs, ao lado da musica Lábios Divididos.
Em 2011, lançaram seu 10º disco de carreira, “Romance”, que apresentou as músicas de trabalho "O que eu mais quero", "O Amor Reina", "Tenho pena" e "Coração Sem Abrigo". O CD ficou nas paradas de sucesso por 5 meses em todo o nordeste do Brasil.

### Sobrevivo Desse Amor (2012-2013)
Em 2012, gravaram o CD "Sobrevivo desse amor", o 11º disco da banda. O mesmo apresenta a chegada do novo vocalista, Willames Siqueira e uma nova roupagem no repertório, como por exemplo, o descarte do Sax Sanfone nas músicas. 
Apesar do lançamento do CD ter acontecido em 2012, sua repercussão começou no inicio de 2013 e foi titulo da atual turnê á "Turnê 2013 - Sobrevivo Desse Amor" , cujos principais sucessos são “Pra você nunca digo não”, “Quero me apaixonar de novo", "Sensação", "Fúria de Titãs", "Abre o Jogo" e "Me Deixe Aqui".
Trabalhando ainda com a imagem dos quatro vocalistas, foi gravado um DVD na cidade natal da banda em comemoração dos 14 anos da mesma, destacando o repertório atual, o projeto teve a participação da ex-vocalista da banda, Fabiola Paiva. Inicialmente teve a divulgação de dois videos desse trabalho, que obteve grande repercussão e alto numero de visualizações, inclusive emplacado novamente em rádios a musica "Nada Se Compara a Ti" um grande sucesso da banda. Antes do DVD ser lançado, Manu Barbosa meses após anunciar sua gravidez, se desliga da banda, o que gerou um corte inesperado na finalização do DVD de todas as canções que Manu interpretava no filme, porém há 2 versões do DVD em circulação, com e sem a vocalista. Meses depois, Abda Chardina, após 8 anos na banda, se desliga da carreira musical.

### Debutante (2014)
Atualmente a banda está trabalhando as musicas "Espelho Meu" e "Canção de Amor", ambas são carro chefe do 12º álbum de estúdio da banda, que vai focar o aniversário de 15 anos da banda, que tem como titulo provisoriamente de "Debutante". O projeto marca também a volta da vocalista Elaine Oliveira, que saiu da banda em 2009.

### Comemorações - 15 anos
Ao completar no dia 11 de setembro de 2014, 15 anos desde sua oficialização em 1999 surgiu uma tour da banda pelo brasil, em comemoração a banda lançou um CD Especial titulado "Moleca 100 Vergonha - Tour 15 Anos, Edição Especial - Ao Vivo" com 29 canções dos maiores sucessos da banda para divulgação da tour. O CD foi gravado ao vivo em várias cidades no Piauí. Em seguida, lançou o álbum em estúdio 15 Anos.  

### Fase "Rumos" (2015-2016)
Com a saída do cantor Dão Lopes dos vocais principais a banda entrou em uma busca para a nova voz masculina do projeto tendo passagens de Wallas Arrais e Diego Francis ao projeto, porém Jairo Raniery foi o escolhido e com o cantor a banda idealizou grandes projetos, um deles foi o EP Coração Sente, com 4 canções, sendo elas: "Coração Sente", "Sonho de Mulher", "Estou indo Embora" e a musica carro chefe "Mais Uma Vez". 
A banda passou por dificuldades e a cantora Elaine Oliveira deixou o projeto, em seguida o grupo recebeu a cantora Clau Araujo junto ao quarteto que ficou alguns dias como substituta de Elaine enquanto a banda oficializava a nova voz feminina, esta em questão Danieze Santiago  uma contratação sem sucesso que junto a sua saída levou Jessica Tavares e Allysson Feitosa a deixarem o projeto, mesmo com o lançamento do single "Amor Eterno" e o álbum SET16 . 
As dificuldades tornaram-se grandes na direção da banda o que levaram a apostar em um projeto diferente do que era proposto pela banda nos últimos anos, focados no atual mercado a banda contratou July Lima para os vocais e apostaram em uma dupla para levar a frente com Jairo Raniery; com a inspiração do "Forró de Favela" e com um novo EP lançado com as musicas "Minha Vontade", "Eu Tô Te Aplaudindo" e "Ainda" (esta ultima com a participação do cantor Carlinhos Caiçara", a dupla não foi adiante e July Lima deixou a banda. 

### Novo Tempo (2017 - atualmente)
Em situações conturbadas nos anos anteriores a banda quis retomar os projetos nos antigos moldes, oficializou a contratação da cantora Grazy Siqueira e junto a assessoria de imprensa Winícius Brilhante, criaram o projeto "Novo Tempo", com a gravação de canções produzidos pelos estúdios Play Home em São Paulo e novos vídeo clipes para a Moleca 100 Vergonha com Grazy e Jairo Raniery. 
Para ajudar no andamento de resgatar suas origens a banda trouxe de volta Dão Lopes para os vocais, acompanhado em seguida da contratação da cantora Kelly Freitas para formar um quarteto; na semana seguinte o single "Julgamento" foi lançado para apresentar o novo projeto com o resgate dos antigos arranjos e moldes de produção musical de origem da banda. 
Por motivos de saúde a cantora Grazy Siqueira deixou o projeto; atualmente a banda segue com trio Dão Lopes, Kelly Freitas e Jairo Raniery na produção de mais uma versão do 12º disco de carreira, a tour Novo Tempo e os preparativos da comemoração de 18 anos da banda. 

## Formação

### Integrantes
- Dão Lopes
- Jairo Raniery
- Grazy Siqueira

### Ex-integrantes (cantores)
- Xandy Melo
- Michelle Menezes
- Fernanda Kapity
- Joel & Josué
- Marilda Silva
- Myr Hailandher
- Márcia Glover
- Fabiola Paiva
- Gioconda Alves
- Marcelo Mello
- Janaína Alves
- Danny Rodrigues
- Van Sova
- Lucivânia Kecy
- Carol B'Soul
- Elaine Oliveira
- Diego Rios
- Nick Bryan
- Wallas Arrais
- Manu Barbosa[21]
- Abda Chardina
- Willames Siqueira
- Diego Francis
- Clau Araújo
- Danieze Santiago
- Jessica Tavares
- Allyson Feitosa
- Juliana Lima
- Grazy Siqueira
- Kelly Freitas
- Valéria Alves
- Raissa Sousa

## Discografia

### Álbuns de estúdio
- 1999: Moleca 100 Vergonha, A Caceteira do Forró - Volume 01[22]
- 2000: Moleca 100 Vergonha, Você Marcou Em Mim - Volume 02[23]
- 2002: Moleca 100 Vergonha, Quero Sentir O Prazer Ao Vivo - Volume 03[24]
- 2003: Moleca 100 Vergonha, Falando de Amor - Volume 04
- 2004: Moleca 100 Vergonha, Explodindo de Tesão - Volume 05
- 2005: Moleca 100 Vergonha, Coisa de Cinema - Volume 06
- 2007: Moleca 100 Vergonha, Nosso Amor É Maior - Volume 07
- 2008: Moleca 100 Vergonha, Sempre Haverá Amor - Volume 08
- 2010: Moleca 100 Vergonha, Amor Sem Fronteiras - Volume 09
- 2011: Moleca 100 Vergonha, Romance - Volume 10
- 2012: Moleca 100 Vergonha, Sobrevivo Desse Amor - Volume 11
- 2013: Moleca 100 Vergonha, Sobrevivo Desse Amor - Volume 11, Deluxe Edition[25]
- 2014: Moleca 100 Vergonha, 15 Anos[26]
- 2015: Moleca 100 Vergonha, Mais Uma Vez - Single[27]
- 2016: Moleca 100 Vergonha, Coração Sente - EP[28]
- 2016: Moleca 100 Vergonha, Amor Eterno - Single[29]
- 2016: Moleca 100 Vergonha, Minha Vontade - EP
- 2017: Moleca 100 Vergonha, Julgamento - Single[30]

### Álbuns ao vivo
- 2006: Moleca 100 Vergonha, Coisa de Cinema - Ao Vivo em São Luiz - MA (CD do DVD). Gravado em São Luís - MA[31]
- 2007: Moleca 100 Vergonha, Nosso Amor é Maior - Ao Vivo em Araripina (CD do DVD). Gravado em Araripina - PE
- 2009: Moleca 100 Vergonha, Lábios Divididos - Ao Vivo em Fortaleza (CD do DVD). Gravado em Fortaleza - CE[32]
- 2013: Moleca 100 Vergonha, Ao Vivo no Parque União - RJ (CD do DVD). Gravado no Rio de Janeiro - RJ
- 2013: Moleca 100 Vergonha, 14 Anos - Ao Vivo em Araripina (CD do DVD). Gravado em Julho de 2013, na cidade de Araripina - PE[33]
- 2014: Moleca 100 Vergonha,Tour 15 Anos - Ao Vivo, Edição Especial. Gravado em Julho e Junho de 2014 em várias cidades no Piauí.[34][35]
- 2016: Moleca 100 Vergonha, As Top Ao Vivo[36]
- 2016: Moleca 100 Vergonha, SET'16 [37] [29]

### Coletâneas
- 2005: Moleca 100 Vergonha - 5 anos de Sucessos[38]
- 2008: Moleca 100 Vergonha - As 20 Mais
- 2013: Moleca 100 Vergonha - Carnaval 2013 (Compacto)[39]
- 2013: Moleca 100 Vergonha - Verão[40][41]
- 2013: Moleca 100 Vergonha - Acoustic In Concert (Compacto)[42]
- 2014: Moleca 100 Vergonha, As 20+ - Edição de Colecionador[43]

### DVDs
- 2006: Moleca 100 Vergonha, Coisa de Cinema - Ao Vivo em São Luiz - MA (CD do DVD). Gravado em São Luís - MA
- 2007: Moleca 100 Vergonha, Nosso Amor é Maior - Ao Vivo em Araripina (CD do DVD). Gravado em Araripina - PE
- 2009: Moleca 100 Vergonha, Lábios Divididos - Ao Vivo em Fortaleza (CD do DVD). Gravado em Fortaleza - CE
- 2013: Moleca 100 Vergonha, 14 Anos - Ao Vivo em Araripina (CD do DVD). Gravado em Julho de 2013, na cidade de Araripina - PE

## Web série
Um projeto estava sendo escrito um documentário, onde narravam a história de 15 anos da banda.  
O projeto foi iniciado por um grupo de fãs, com a direção de Winicius Brilhante, atual divulgador do trabalho da banda e acompanhamento musical de Cesár e Tubarão Mix e de integrantes da banda. Porém o projeto não foi adiante. 